# Libor Kunte
Libor Kunte (* 1. července 1968 Ústí nad Labem) je český botanik a manažer.

## Život
V mládí navštěvoval základní školu ve Krásném Březně, obci nedaleko svého rodného města. Následně studoval obor zahradnictví na Střední zemědělské škole v Děčíně, po níž se přesunul do Prahy a pokračoval na tehdejší Vysoké škole zemědělské a Přírodovědecké fakultě Univerzity Karlovy, kde se věnoval šlechtění rostlin. Vysokoškolská studia zakončil doktorandskou prací na téma „Xerofytní vegetace aridních oblastí Mexika a její využití v evropských podmínkách“.
Od roku 1992 vyučoval pět let až do roku 1997 na děčínské Střední zahradnické škole, kde svým studentům předával informace z oblastí odborných zahradnických předmětů a biologie. Posléze se stal ředitelem této školy.
Již za svých středoškolských studií se věnoval sukulentům, když sepsal práci věnovanou hybridizaci rodu Astrophytum, se kterou uspěl ve středoškolské soutěži a v krajském kole s ní obsadil druhé místo. Posléze se podílel na sepsání učebnice o rozmnožování rostlin a působil rovněž v botanické zahradě při děčínské zahradnické škole.
V závěru 20. století, v roce 1998 založil magazín Koktejl a dětský časopis Říše divů, do nichž do roku 1999 přispíval svými články a reportážemi. Dále je zakladatelem ekologického uskupení ÚESS–SPODEK, což je zkratka od Ústav ekologických snů a skutečností – Spolek pro omezení deficitu ekologických kapacit. Na území chráněné krajinné oblasti Labské pískovce ekologicky popisoval tok řeky Křinice. Vedle působení v České republice podnikl několik cest do zahraničí, především do střední a jižní Ameriky, kde se věnuje sukulentům. Při svých cestách nalezl Ariocarpus agavoides či Turbinicarpus ysabelae a v roce 1999 objevil v Ekvádoru zřejmě nový druh rodu dávivec (Jatropha). O svých cestách přednáší či píše do populárně vědeckých časopisů a referuje o nich rovněž v rozhlasových nebo televizních pořadech. Ve vysílání Českého rozhlasu Sever pravidelně radí posluchačům, jak mají pěstovat okrasné i užitkové rostliny. Současně s tím Kunte působí na pozici místostarosty obce Markvartice.